# Bethelkerk (Schaarbeek)
De Bethelkerk (Frans: Église de Bethel) is een kerkgebouw gelegen aan de Haachtsesteenweg in de Brusselse gemeente Schaarbeek. De kerk is een Nederlandstalige protestants-evangelische kerk en behoort tot de Vrije Evangelische Gemeenten in Vlaanderen.  
De naam van de kerk verwijst naar de Bijbelse plaats Bethel en betekent Huis van God.

## Geschiedenis
De kerk is voortgekomen uit het werk van de Belgische Evangelische Zending, een organisatie die actief werd in België na het einde van de Eerste Wereldoorlog. Gedurende de Eerste Wereldoorlog ontmoette het Amerikaanse echtpaar Ralph en Edith Norton in Londen enkele Belgische soldatenslachtoffers van het IJzerfront. Ze stuurden voedselpakketten naar de strijders in de loopgraven. Na de oorlog vestigde het echtpaar zich in Brussel alwaar ze de Belgische Evangelische Zending oprichtte. 
Omdat de kerkdiensten in Brussel in het Frans gehouden werden, vroegen de Nederlandstaligen om eigen samenkomsten. In 1923 ontstond de Vlaamsche Kerk. De gemeente kwam jarenlang samen in de Goudstraat, nabij de Kapellekerk. Dit was het geval tot de straat in de jaren 50 moest wijken voor de Noord-Zuidverbinding. De kerk verhuisde toen naar Schaarbeek.    
Voorganger van de kerk is sinds 1998 Gottlieb Blokland.